# Derrière le masque (film, 2006)
Pour les articles homonymes, voir Derrière le masque.
Pour plus de détails, voir Fiche technique et Distribution.
Derrière le masque (parfois connu aussi sous son titre original : Behind The Mask: The Rise Of Leslie Vernon) est un film américain d'horreur et d'humour noir réalisé par Scott Glosserman (en), sorti en 2006.
Il se présente sous la forme d'un faux documentaire. Bien que largement tourné en Oregon, le film se déroule dans une petite ville du Maryland, et suit une journaliste et son équipe de tournage qui font un reportage sur un apprenti tueur en série.
La première du film a eu lieu en 2006 au Festival du film de Londres FrightFest ; le film a été présenté à plusieurs autres festivals et salué par la critique.

## Synopsis
Le film est tourné comme un documentaire dans un monde où les tueurs représentés dans les plus célèbres slashers (Michael Myers, Jason Voorhees, Freddy Krueger) sont réels. La journaliste Taylor Gentry et ses deux cadreurs, Doug et Todd, est contactée par un apprenti tueur en série, Leslie Vernon, qui se prépare à passer à l'acte pour la première fois et à entrer ainsi dans la légende de sa « profession ».
Leslie tire son identité d'une légende urbaine au sujet d'un garçon qui a tué sa famille et qui a été jeté ensuite dans une rivière par des citadins en colère. Il prétend d'abord être l'esprit vengeur de ce garçon assassiné, mais admet rapidement qu'il est un homme ordinaire nommé Leslie Mancuso qui doit se fier aux tactiques conventionnelles plutôt qu'aux pouvoirs surnaturels. Taylor et son équipe filment les préparatifs minutieux de Leslie pour massacrer plusieurs adolescents dans une maison abandonnée et ensuite être confronté à la dernière survivante vierge, Kelly. Leslie est ainsi filmé alors qu'il effraie Kelly sur son lieu de travail, pour la préparer à ce qui va suivre selon ses dires. Il présente aussi à l'équipe son mentor, Eugene, un ancien tueur en série désormais à la retraite. Plus tard, alors qu'il tend une embuscade à Kelly, Leslie est confronté au docteur Halloran, son ancien psychiatre.
Taylor et son équipe partagent au début l'enthousiasme de Leslie pour son projet, mais leur conscience les rattrape la nuit des meurtres. Ils supplient Leslie d'annuler son projet, mais Leslie est inflexible, croyant dur comme fer que la dernière survivante ne se révélera à elle-même qu'en lui faisant face. Taylor et son équipe abandonnent leur documentaire à ce stade, le film passant d'un style documentaire à une présentation traditionnelle de film d'horreur. Leslie commence par tuer un couple d'adolescents. Taylor tente d'avertir et de rallier les adolescents restants pour combattre Leslie, mais les préparatifs de Leslie lui donnent l'avantage à plusieurs reprises. Le groupe se tourne vers Kelly - qui s'avère ne pas être vierge - pour qu'elle prenne la tête du groupe, mais elle meurt de façon inattendue en essayant de s'échapper.
Taylor, qui est elle-même vierge, se rend alors compte qu'elle était la vraie dernière survivante prévue par Leslie depuis le début. Doc Halloran intervient une nouvelle fois mais Leslie continue d'éliminer le groupe un par un jusqu'à ce qu'il ne reste que Taylor. Elle fait face à Leslie et triomphe de lui exactement comme il l'avait prévu, écrasant la tête de Leslie dans une presseuse à pommes, puis brûlant le hangar dans lequel elle l'a combattu. Elle rencontre ensuite Doug et Doc Halloran, qui ont survécu à leur rencontre avec Leslie, et s'en va avec eux.
Cependant, dans le documentaire, Leslie avait prévenu qu'il avait appris à feindre la mort et s'était enveloppé de gel ignifuge. Au cours du générique de fin, les images des caméras de sécurité révèlent le corps carbonisé de Leslie couché sur une table d'autopsie, se redressant soudain alors que le légiste lui tourne le dos.

## Fiche technique
- Titre : Derrière le masque
- Titre original : Behind The Mask: The Rise Of Leslie Vernon
- Réalisation : Scott Glosserman (en)
- Scénario : Scott Glosserman (en), David J. Stieve
- Musique : Gordy Haab
- Directeur de la photographie : Jaron Presant
- Montage : Sean Presant
- Décors : Travis Zariwny
- Direction artistique : Zack Smith
- Costumes : Raquel L. Jaffe
- Production : Scott Glosserman (en), Al Corley, Andrew Lewis, Eugene Musso, Bart Rosenblatt, Glen Echo Entertainment, Code Entertainment
- Pays d'origine :  États-Unis
- Genre : Horreur, thriller, faux documentaire
- Durée : 92 minutes
- Date de sortie en salles :  16 mars 2006 (sortie limitée)
- Classification :
  -  Film interdit aux moins de 17 ans lors de sa sortie en salles
  - Interdit aux moins de 16 ans en France

## Distribution
- Nathan Baesel (en) (VF : Damien Boisseau) : Leslie Vernon/Mancuso
- Angela Goethals (VF : Karine Foviau) : Taylor Gentry
- Robert Englund (VF : Patrick Osmond) : Doc Halloran
- Scott Wilson (VF : Gabriel Le Doze) : Eugene
- Zelda Rubinstein : Mrs. Collinwood
- Hart Turner (VF : David Van de Woestyne) : Shane
- Kate Lang Johnson (en) : Kelly
- Krissy Carlson : Lauren
- Bridgett Newton : Jamie
- Ben Pace : Doug
- Britain Spellings : Todd
- Kane Hodder : le légiste

## Production
Le film est tourné en novembre 2004, principalement à Portland et dans ses environs.
Le scénariste David J. Stieve a confié par la suite que le personnage d'Eugene, le mentor de Leslie Vernon, n'était autre, pour lui et Scott Glosserman, que Billy, le tueur du film Black Christmas (1974). L'acteur Scott Wilson, qui joue le rôle d'Eugene, a été engagé sur les conseils de Robert Englund, avec qui il est ami.

## Accueil critique
Le film reçoit un accueil critique globalement favorable, recueillant 74 % de critiques positives, avec un score moyen de 6,9⁄10 et sur la base de 39 critiques collectées, sur le site Rotten Tomatoes. Sur le site Metacritic, il obtient un score de 66⁄100, sur la base de 14 critiques collectées.

## Distinctions

### Récompenses
- FanTasia 2006 :
  - Prix du meilleur film nord-américain
  - Prix L'Écran Fantastique
- Gen Art (en) 2006 :
  - Prix du public
- Festival international du film de Catalogne 2006 :
  - Prix spécial premier film
- Toronto After Dark Film Festival 2006 :
  - Prix du public

### Nominations
- Saturn Award 2008 :
  - Saturn Award de la meilleure édition DVD